# (159164) La Cañada
(159164) La Cañada est un astéroïde de la ceinture principale.

## Description
(159164) La Canada est un astéroïde de la ceinture principale, découvert le 3 mai 2005 à La Cañada par Juan Lacruz. 
Il présente une orbite caractérisée par un demi-grand axe de 2,75 UA, une excentricité de 0,23 et une inclinaison de 12,3° par rapport à l'écliptique.

## Compléments